# Polski Fiat 508 Łazik
Polski Fiat 508 III/W Łazik – polski samochód osobowo-terenowy zaprojektowany i skonstruowany w 1935 roku w Biurze Studiów PZInż przez inż. M. Świerczyńskiego (przy udziale inż. T. Tańskiego) z przeznaczeniem dla Wojska Polskiego. Samochód ten konstrukcyjnie wywodził się z cywilnego samochodu osobowego Polski Fiat 508 III Junak. Produkcję samochodu 508 III/W Łazik rozpoczęto w 1936 roku, a pierwsze pojazdy dla wojska dostarczono w 1937 roku. Ogółem w latach 1936 – 1939 zbudowano około 1500 sztuk łazików.

## Konstrukcja pojazdu

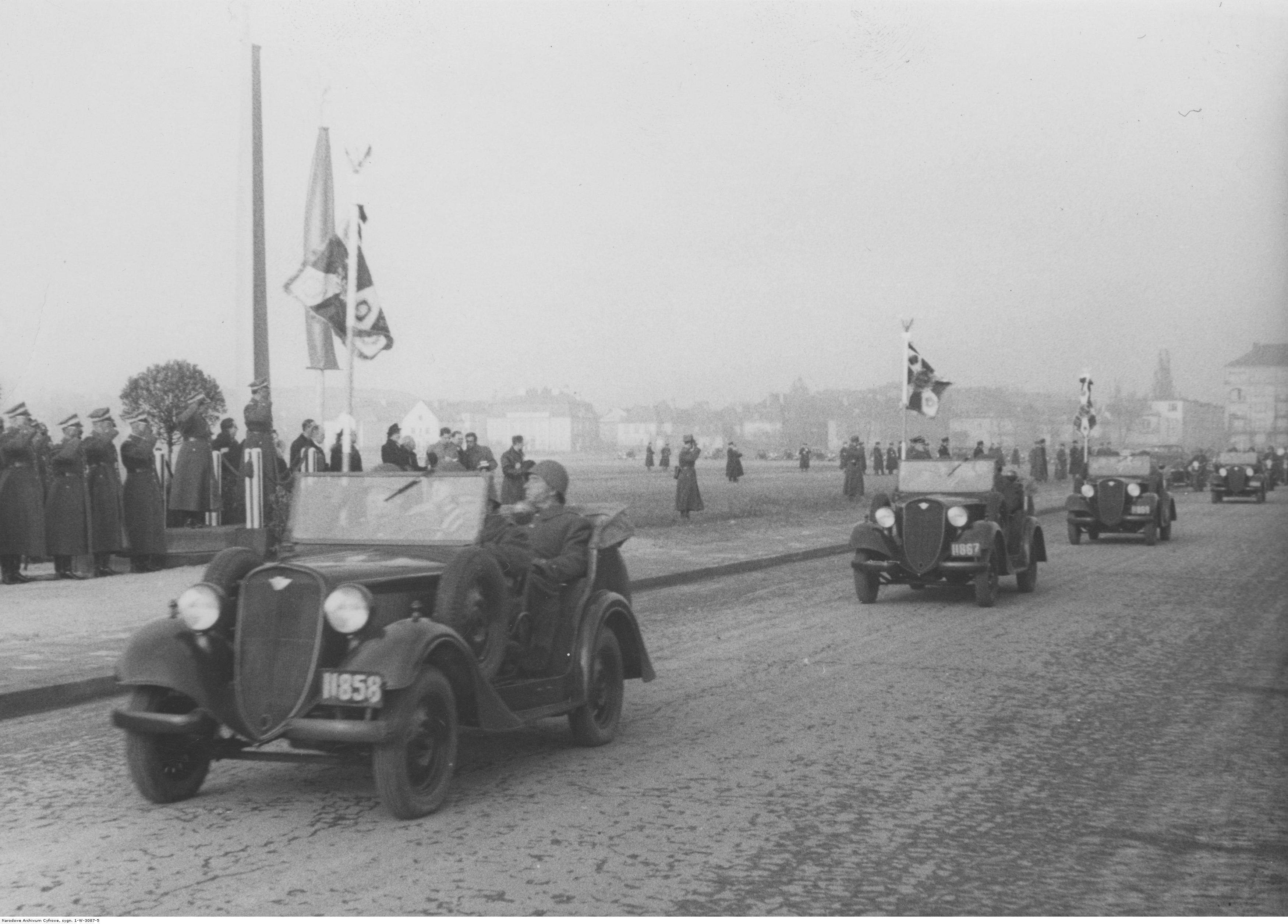
Kolumna Polskich Fiatów 508 Łazik z nowymi sztandarami artylerii przeciwlotniczej, listopad 1938

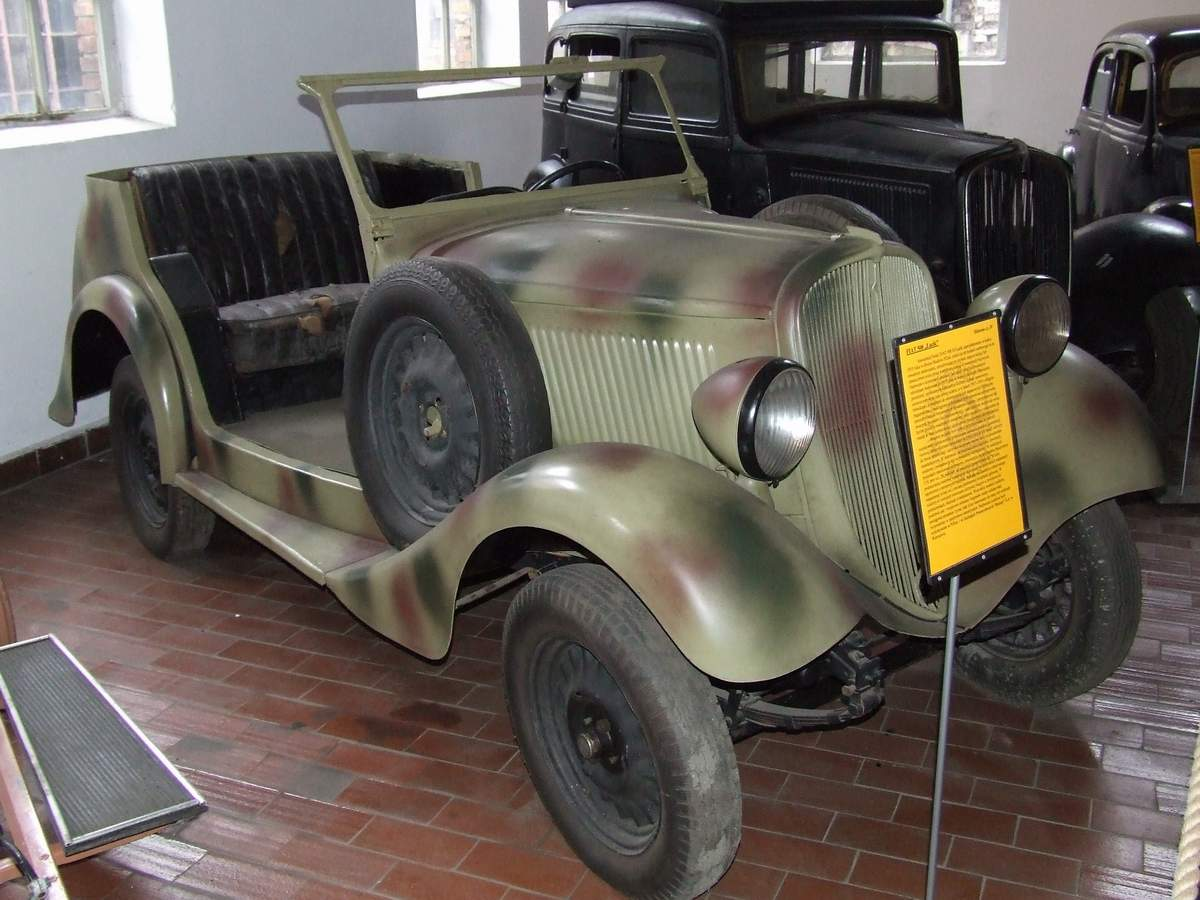
Eksponat Muzeum Przemysłu

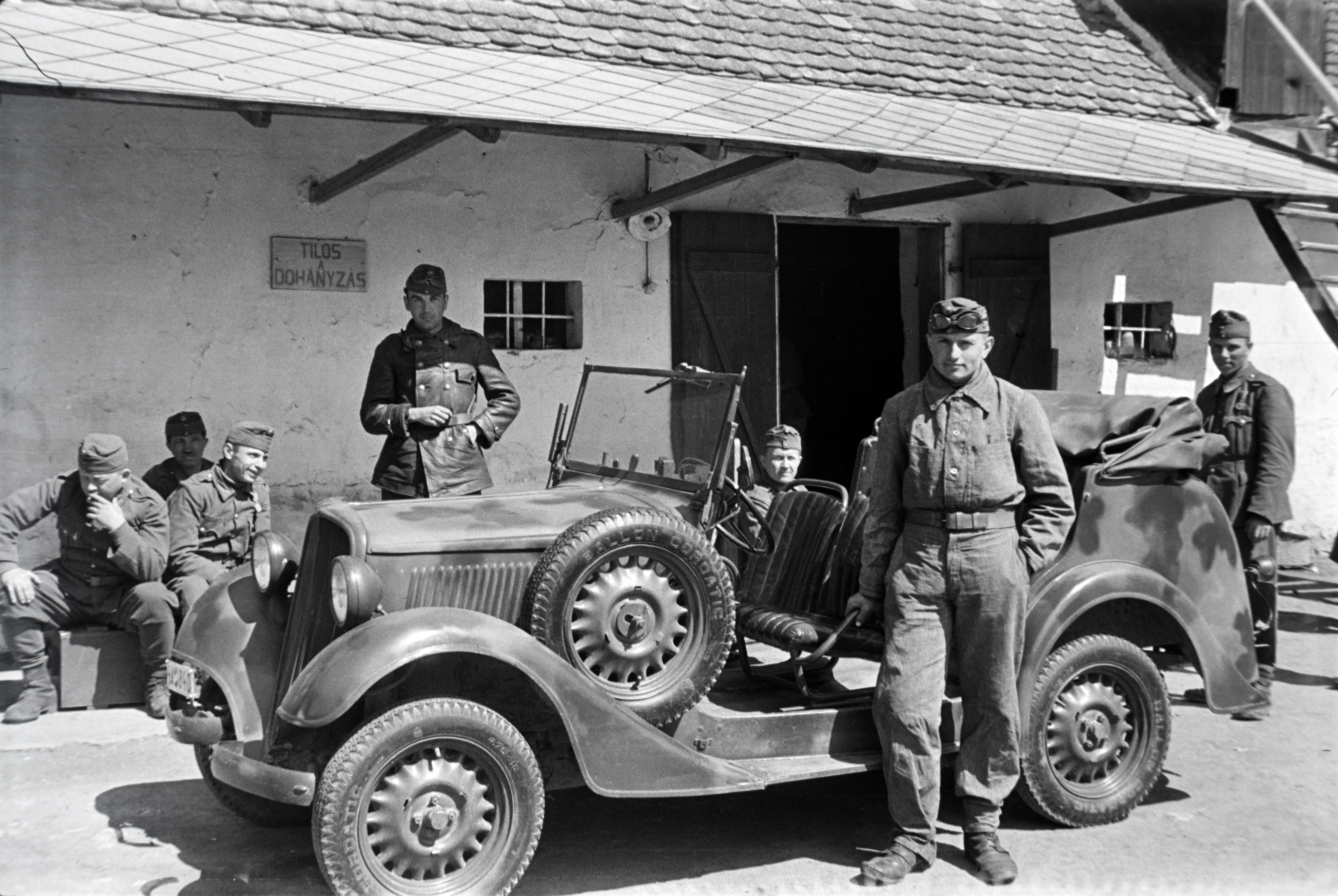
Polski Fiat 508 Łazik armii węgierskiej, 1942

Pojazd posiadał otwarte nadwozie umożliwiające szybkie zajęcie w nim miejsca oraz opuszczenie go. W razie niepogody mogło być osłaniane brezentowym dachem. Nadwozie miało konstrukcję stalową opartą na drewnianym szkielecie. Z przodu pojazdu znajdował się silnik zaś z tyłu kufer bagażowy lub skrzynia ładunkowa. Szyba przednia mogła być opuszczona w celu prowadzenia z pojazdu ognia. Wnętrze posiadało uchwyty na broń, torbę na granaty i inne udogodnienia. Ponadto w niektórych egzemplarzach montowano uzbrojenie, najczęściej był to karabin maszynowy wz. 28.
Pojazd posiadał terenowe ogumienie, blokadę mechanizmu różnicowego i terenowe przełożenia przekładni głównej a czasem też skrzyni biegów. Niektóre pojazdy posiadały reduktor. Łazik posiadał jedną oś napędową.
Oprócz wersji osobowej istniały też modele pick-up służące głównie jako lekkie sanitarki.

## Użytkownicy
- Polska[6]
- III Rzesza[6]
- Węgry